# Публий Корнелий Сула (фламин)
Публий Корнелий Сула (на латински: Publius Cornelius Sulla) е римски жрец на Юпитер и прапрадядо на диктатора Луций Корнелий Сула.
Публий Сула е син на Публий Корнелий Руфин (консул през 290 пр.н.е. и диктатор между 291 и 285 пр.н.е). Той вероятно е жрец на Юпитер около 270 – 250 пр.н.е. и е първият от рода, който носи когномен Сула. Негов син е Публий Корнелий Руфин Сула (претор през 212 пр.н.е.).